# Kapelle Langen Trechow

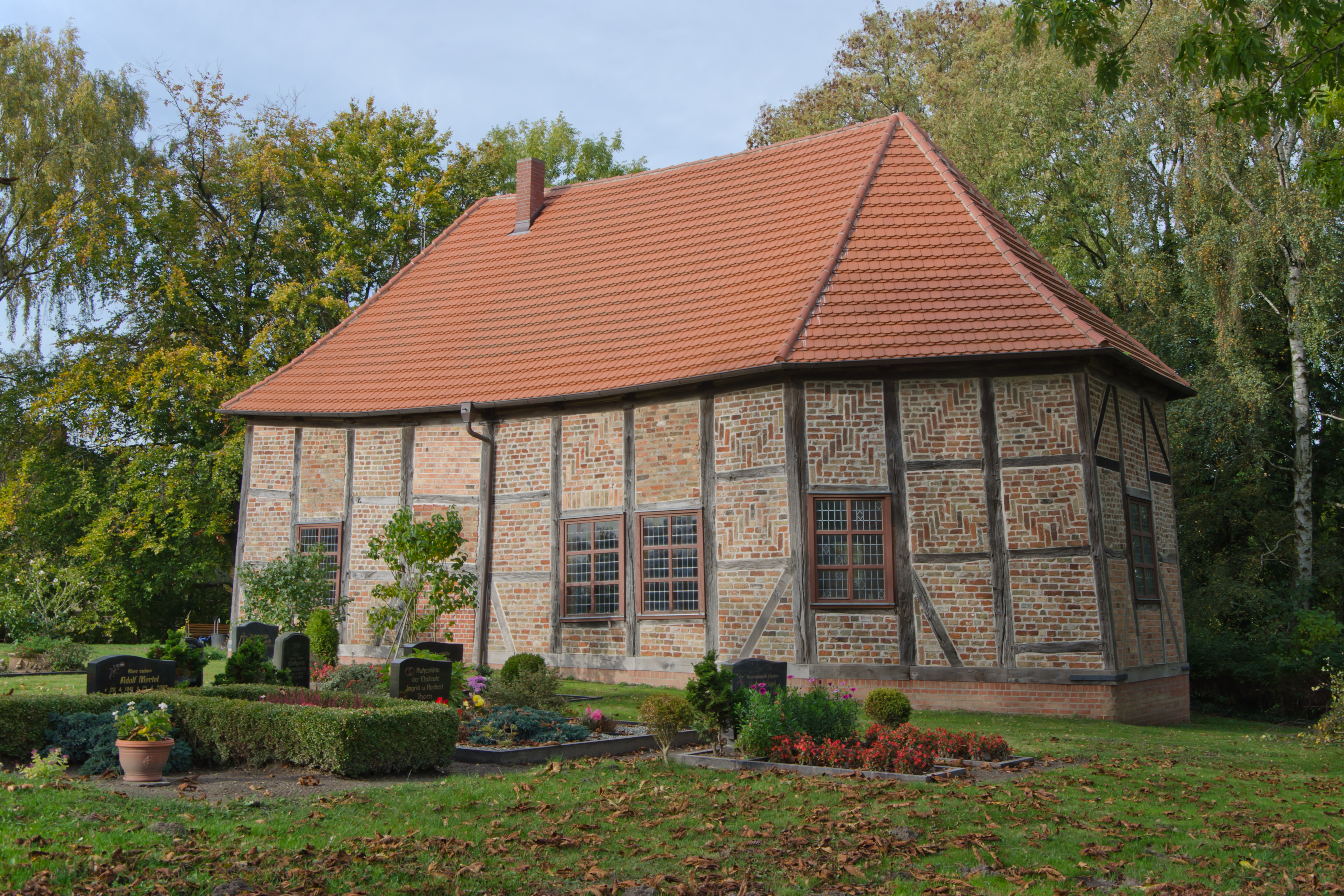
Kapelle Langen Trechow

Die Kapelle Langen Trechow ist ein turmloser Fachwerkbau im Ortsteil Langen Trechow der heutigen Gemeinde Bernitt des Landkreises Rostock in Mecklenburg-Vorpommern.

## Baugeschichte

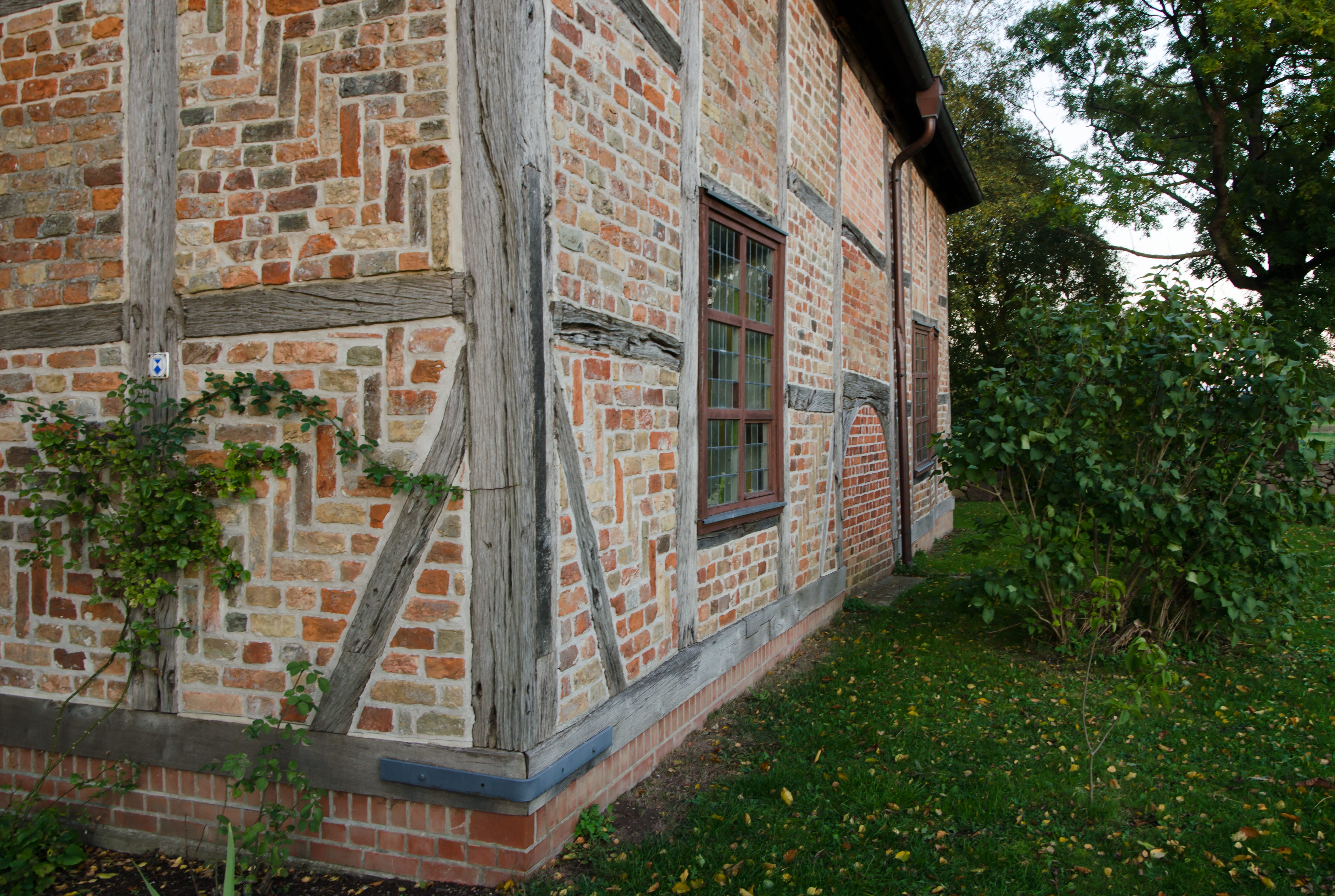
Detailansicht des Fachwerks und des historischen Portals

Die Stiftung der Kapelle erfolgte am 13. April 1329 durch das Bützower Kapitel, die Bestätigung durch den Bischof Johann von Schwerin. Die Kapelle wurde mutmaßlich vor dem Dreißigjährigen Krieg als Fachwerkkirche unter Walmdach mit dreiseitig geschlossenem Chor errichtet. Es ist davon auszugehen, dass die mittelalterliche Kapelle durch den Dreißigjährigen Krieg und seinen Folgen zerstört wurde und deshalb der Neubau der heutigen Kapelle wohl um 1691 erforderlich wurde. Hinzu kam, dass Langen Trechow 1685 aus dem bischöflichen Patronat in das ritterschaftliche Patronat derer von Plüskow wechselte.
Der Wiederaufbau sollte in Ermangelung von Baumaterial und Bauleuten mit möglichst geringen Kosten und in kurzer Zeit erfolgen. So ergaben sich der einfache Rechteckgrundriss unter Verzicht auf einen Westturm und die Fachwerkbauweise mit Lehmausfachungen. Für die Eindeckung wurden Biberschwanzziegel genommen. In Langen Trechow wurde durch einen polygonalen Chorabschluss und die Ausmauerung der Gefache teils in dekorativen Zierverband das Äußere künstlerisch aufgewertet. Auch der schon anfängliche Raumabschluss mit einer Holztonne übertrifft den gewöhnlichen Standard ländlicher Fachwerkkirchen. Eine Bemalung des Tonnengewölbes war nicht vorgesehen. Die weiten Abstände der Dachgebinde lassen vermuten, dass anfangs eine Rohreindeckung vorhanden war. Bis 1841 blieb Langen Trechow in Besitz der Familien von Plüskow, danach war Regierungsrat Friedrich Albrecht von Oertzen Eigentümer, und ab 1847 ging der Besitz und das Kirchenpatronat bis 1945 an die Familien von Plessen über.
Nach 1965 wurde die Kapelle noch als Leichenkammer genutzt. Um 1970 hatte man durch den Einbau zweier Gemeinderäume die historisch gewölbte Holzdecke zu einem Drittel entfernt und den übrigen Bereich verkleidet.
Mit dieser Umgestaltung wurden auch die Ausstattungen, wie der Altar und die Kanzel von 1788, entfernt.
1997 erhielt das Dach eine Notdeckung aus Wellbitumenplatten. Durch das Absacken der Umfassungswände infolge des überhöhten Geländes und der dadurch verfaulten Holzschwelle wurden 1999 an der Kapelle die Fachwerkschwelle und Ständer erneuert.
Die Ausführungen an den Fachwerkwänden erfolgten teils unsachgemäß, ohne baufachliche und denkmalpflegerische Begleitung. So wurden die barocken Zargenfenster ausgebaut, durch neue Einheitsfenster ersetzt und die zu starken Fugen zu den Stielen verschäumt. Der Ablehnungsbescheid auf Zuwendung von Fördermitteln aus dem Sonderprogramm Dach und Fach erfolgte am 16. Juli 2003.
2006 konnten die Instandsetzungsarbeiten an der Kapelle im Wesentlichen abgeschlossen werden. Dazu gehörten auch der Dachstuhl mit Dachdeckung, das Fachwerk mit seiner Ausfachung und die Tonnendecke aus Holzbrettern.
Die Innenausstattung fehlte vollständig und wurde in modernem Stil ersetzt. Schon am 1. Advent 2006 erfolgte die Neueinweihung.
Zwei Nebenräume der Kapelle werden von der Kirchgemeinde für die Gemeindearbeit genutzt. Die kleine Kapelle ist von einem Friedhof umgeben.

## Baubeschreibung
Nach Friedrich Schlie wurde die Kapelle als ein minderwertiger Ziegelfachwerkbau eingeschätzt.
Die kleine, unverputzte Fachwerkkirche über rechteckigen Grundriss mit dreiseitig geschlossenen Chor.
Den Chorabschluss des einschiffigen Kirchensaals bilden drei Wände, die wie bei einem regelmäßigen Achteck angeordnet sind. Die Außenwände sind in Fachwerkbauweise errichtet und die schmuckvollen Ziegelausfachungen in Fischgräten- und Staffelmuster ausgeführt worden. Das ursprüngliche Portal ist innerhalb der Fachwerkkonstruktion auf der Südseite der Kapelle noch deutlich zu erkennen. Das heutige moderne Westportal wurde auf der Westfassade vorgeblendet.
Auf der Westseite der turmlosen Kapelle befindet sich eine kleine Glockenhaube mit einem Kreuz. Das doppelte Kehlbalkendach ist als Walmdach, im Osten sogar dreiseitig abgewalmt, ausgebildet und mit Biberschwanzdachziegeln eingedeckt.
Im Innern öffnet sich der Bau nach einem schmalen Flur zu einer schlichten Saalkirche, die von einer Holztonne überwölbt wird. Die Fachwerkkonstruktion ist innen glatt verputzt.
Der Chorbereich mit dem Altar ist durch zwei Stufen erhöht.

## Ausstattung
Altar und Kanzel stammten aus 1788. Sie sind 1956 abhandengekommen.
In die drei Bleiglasfenster des Chores sind Wappen und Namen der Patronatsfamilien eingesetzt:
- im linken und rechten die der von Plüskow, beginnend mit Hans Albrecht von Plüskow, der nach dem Dreißigjährigen Krieg ab 1659 Gut Trechow wieder aufbaute[8] und 1663 das Patronat für das Stück Land bekam, auf dem die Kapelle steht[9]
- im mittleren die der von Plessen, beginnend mit Anna von Plessen, geb. von Carnap, die die Trechower Güter 1847 kaufte,[8] und endend mit Hennecke von Plessen und seiner Tochter Maria Therese (1925–2014), die die Fenster 2000–01 wiederherrichten und vervollständigen ließ.[9]

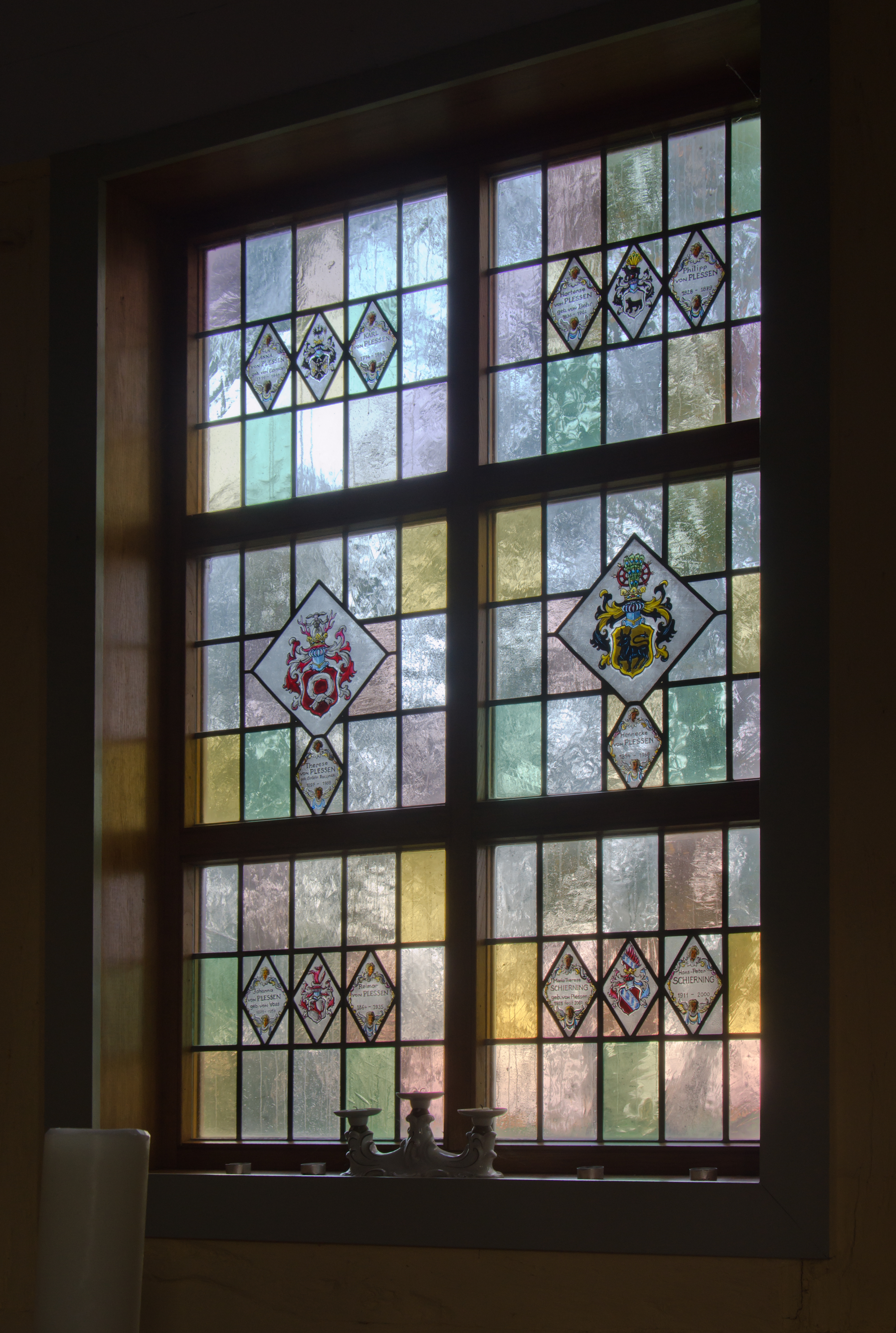
Bleiglasfenster
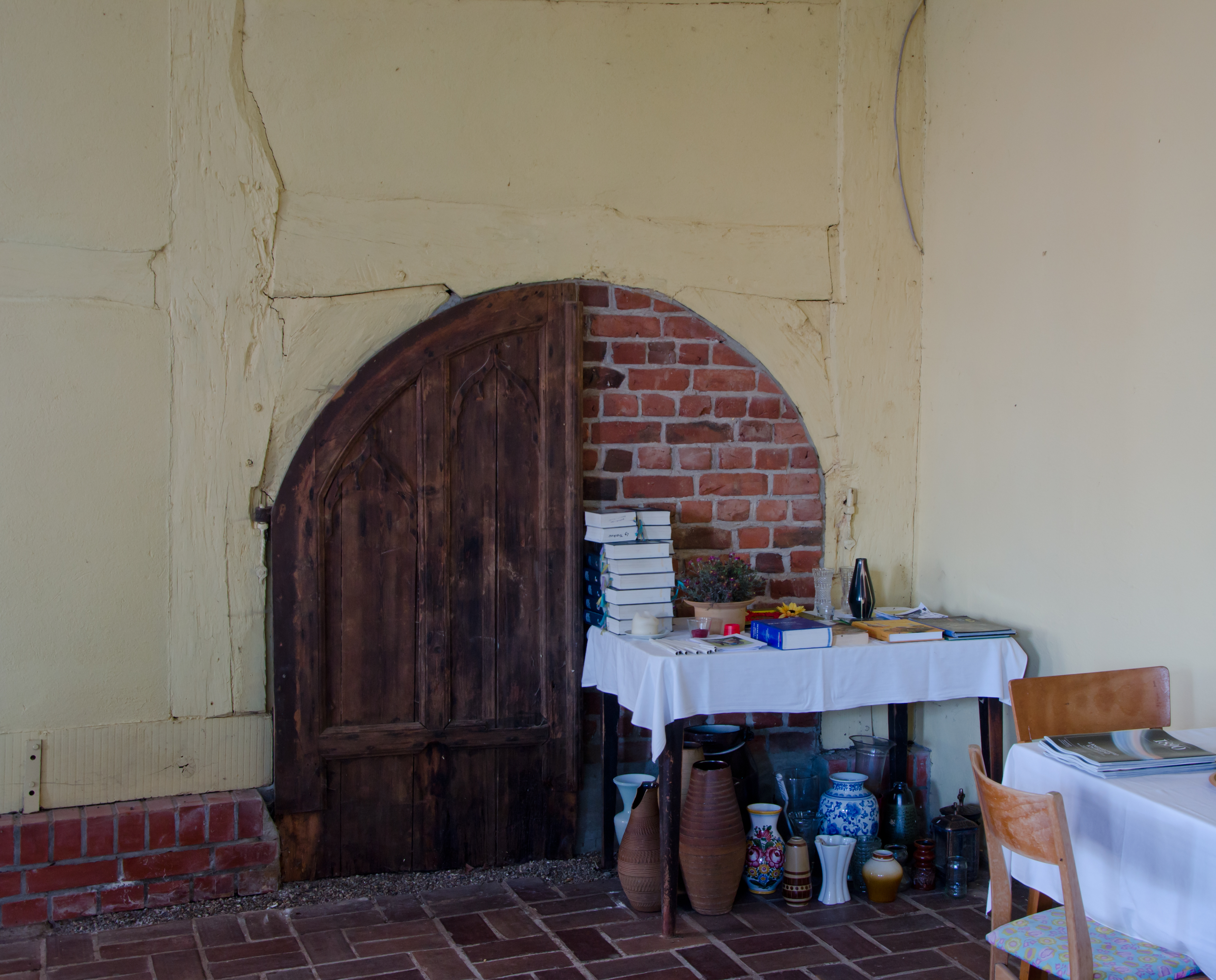
Historischer Eingang
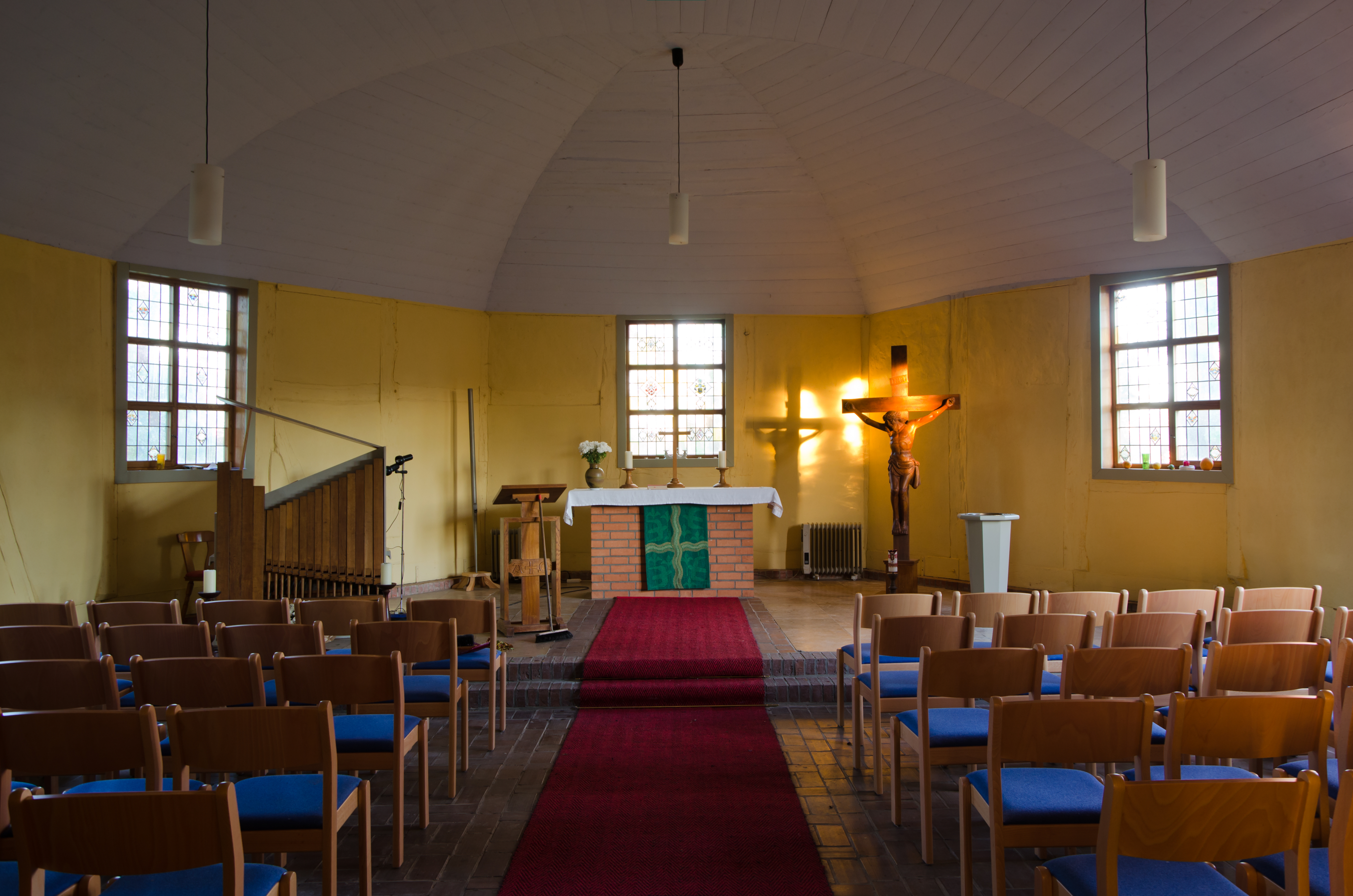
Innenraum
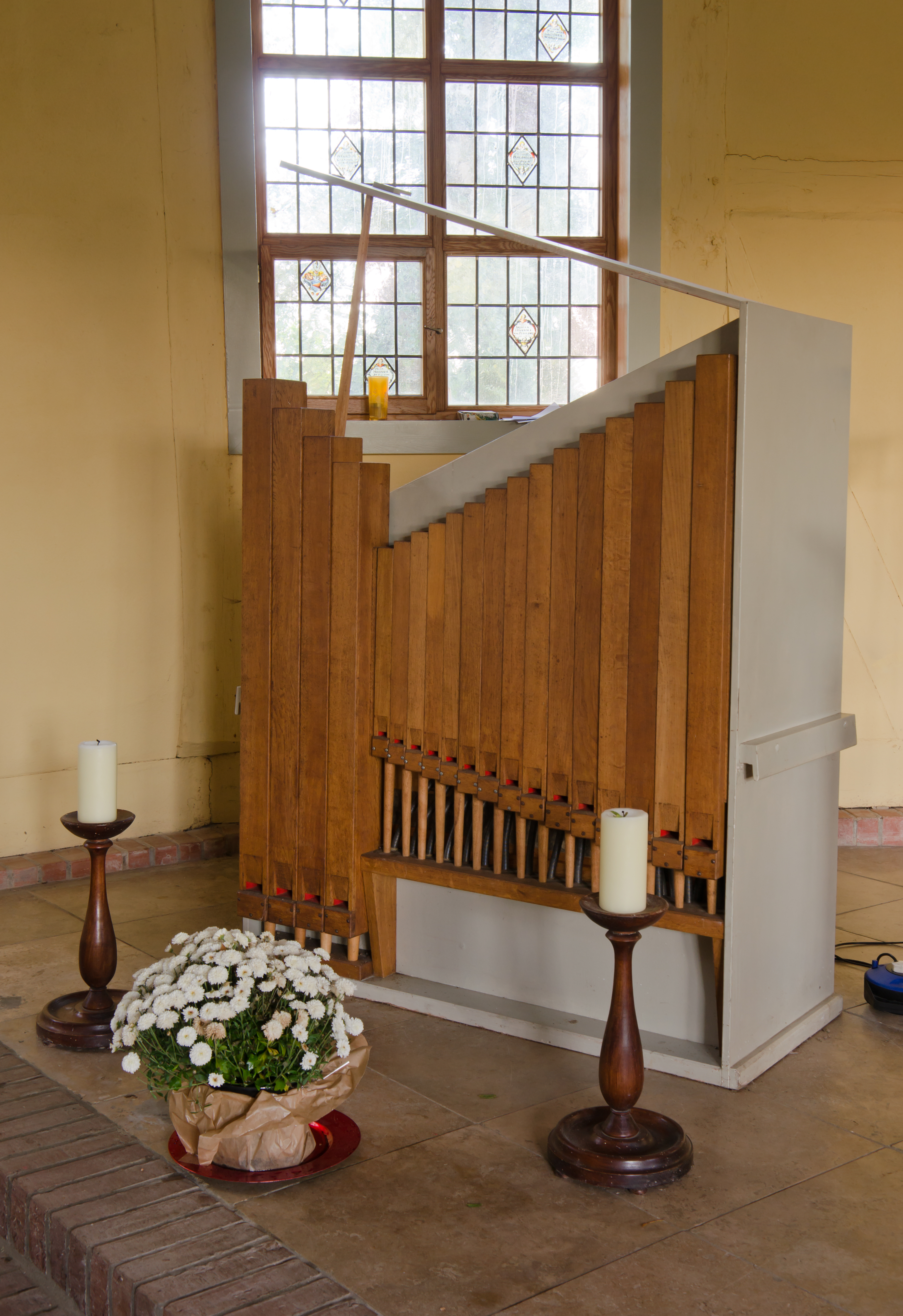
Orgel

2007 wurde eine kleine Orgel aus der Güstrower Pfarrkirche nach Langen Trechow verlegt, die 1982 von der Orgelbaufirma Nußbücker in Plau gebaut wurde.